# Gregorio Honasan

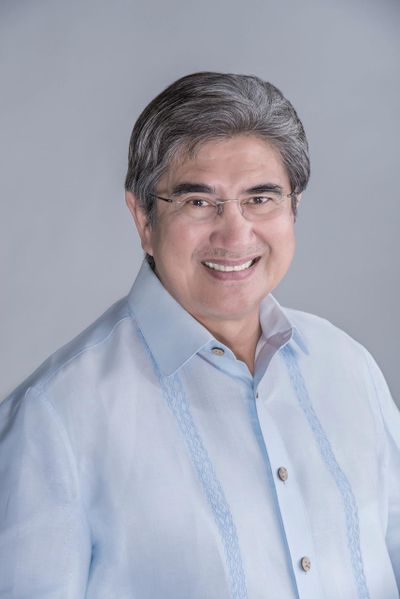
Gregorio Honasan, 2016

Gregorio „Gringo“ Ballesteros Honasan II (* 14. März 1948 in Baguio City, Benguet, Philippinen) ist ein philippinischer Oberst und Politiker.

## Biografie
Nach dem Schulbesuch trat er in die Streitkräfte (Armed Forces of the Philippines, AFP) ein und schloss die Ausbildung zum Offizier 1971 an der Militärakademie (Philippine Military Academy) ab. Im Anschluss fand er Verwendung bei dem bewaffneten Konflikt mit islamischen Rebellen in Mindanao. 1982 gründete er eine Organisation von Offizieren, die sich gegen die wachsende Kontrolle der Armee durch Gefolgsleute des Diktators Ferdinand Marcos wendete. Diese Organisation, die als Reform the Armed Forces (RAM) bekannt wurde, hatte zum Ende der Herrschaft von Marcos 300 Mitglieder.
Nachdem Marcos aufgrund der massiven Proteste während der EDSA-Revolution, benannt nach der Epifanio de los Santos Avenue, kurz EDSA, im Februar 1986 ins Exil gegangen war, wurde Honasan zu Beginn der Amtszeit von Präsidentin Corazon Aquino zum Oberst befördert und zum Sicherheitschef von Verteidigungsminister Juan Ponce Enrile ernannt. Honasan, der zuvor eine Aufdeckung der Aktivitäten der RAM durch Marcos befürchtete, gehörte dabei zu Enriles engsten Unterstützern und wurde aufgrund seiner Haltung gegen Diktator Marcos zum Volkshelden. In mehreren Interviews kritisierte er jedoch bald darauf den Mangel an Härte seitens Präsidentin Aquino gegen die kommunistische New People’s Army (NPA) und die Langsamkeit der Reform der Streitkräfte. Aufgrund des Verdachts der Sympathie von Enrile und Honasan gegenüber einem Militärputsch Ende 1986 wurde Verteidigungsminister Enrile am 23. November 1986 entlassen und Honasan zur Ausbildung von Rekruten nach Zentralluzon entsandt.
Am 28. August 1987 war er Anführer eines Versuchs zur Übernahme mehrerer wichtiger Einrichtungen in Metro Manila. Allerdings hatten sich bereits innerhalb von 24 Stunden die meisten seiner Unterstützer ergeben. Er selbst wurde im Dezember 1987 in Manila verhaftet und aus der Armee entlassen. Im April 1988 gelang ihm die Flucht aus einem Gefängnis der Marine, so dass er im Dezember 1989 erneut einen Putsch gegen Präsidentin Aquino anführen konnte. Im Dezember 1992 erschien er bei Friedensgesprächen, die vom neuen Präsidenten Fidel Ramos angeboten wurden.
1995 wurde er als erster unabhängiger Kandidat in der Geschichte der Philippinen zum Mitglied des Senats (Senado ng Pilipinas) gewählt. Diese Position hatte er bis 2004 inne.
Später wurde ihm vorgeworfen, im Juli 2003 sowie im Februar 2006 an militärischen Meutereien und versuchten Staatsstreichen gegen Präsidentin Gloria Macapagal-Arroyo beteiligt gewesen zu sein. Aus diesem Grund wurde er im November 2006 vorübergehend festgenommen.
Im Mai 2007 kandidierte er nach seiner Freilassung erneut erfolgreich als unabhängiger Kandidat für einen Sitz im Senat und wurde mit 11,6 Millionen Stimmen als Zehntbester zum Senator für einen der 12 zu vergebenden Senatssitze gewählt. Bei der Wahl am 13. Mai 2013 wurde Honasan mit 13,2 Millionen Stimmen auf den 12. Platz und damit wiedergewählt. Am 30. Juni 2019 schied er aus dem Senat aus, da er nach zwei Amtszeiten nicht wiedergewählt werden konnte.
Seit 2019 leitet er das philippinische Department of Information and Communications Technology („Ministerium für Informations- und Kommunikationstechnik“).
2022 kandidierte Honasan erneut für den Senat, verpasste aber mit 19,04 % den Wiedereinzug.